# Médaille Chern
La médaille Chern est une distinction internationale en mathématiques créée en 2010, « en reconnaissance d'importantes contributions scientifiques au plus haut niveau tout au long d'une vie ». Le prix est décerné lors du congrès international des mathématiciens (ICM), qui se tient tous les quatre ans.
Un autre prix porte le nom du mathématicien Chern : c'est le prix Chern en mathématiques décerné tous les trois ans lors du congrès international des mathématiciens chinois depuis 2001.

## Introduction
La distinction porte le nom du mathématicien chinois Shiing-Shen Chern (1911 – 2004) et il est le fruit de la collaboration entre l'Union mathématique internationale (IMU) et la Chern Medal Foundation (CMF). Elle est décernée, comme les trois autres récompenses de l'Union mathématique internationale (la Médaille Fields, le Prix Nevanlinna et le Prix Carl-Friedrich-Gauss), lors de la cérémonie d'ouverture du congrès international des mathématiciens (ICM), qui se tient tous les quatre ans.
La médaille a été attribuée pour la première fois au congrès de 2010 qui s'est tenu à Hyderabad en Inde.
Chaque lauréat reçoit une médaille décorée du profil de Chern, une somme de 250 000 US$ et la possibilité de faire des dons d'un montant de 250 000 US$ à une ou plusieurs organisations sans but lucratif œuvrant dans la recherche, l'éducation ou à la sensibilisation en mathématiques.

## Lauréats
- 2022 Barry Mazur[2] « pour son rôle dans la formulation de la théorie moderne des équations aux dérivées partielles elliptiques non linéaires et pour avoir encadré de nombreux étudiants et post-doctorants dans ce domaine ».
- 2018 Masaki Kashiwara[3] « pour ses remarquables et fondamentales contributions en analyse algébrique et en théorie de la représentation, et ce sur une période de presque cinquante ans ».
- 2014 Phillip Griffiths[4] « pour son développement révolutionnaire et transformateur de méthodes transcendantes en géométrie complexe, particulièrement son œuvre phare sur la théorie de Hodge et les périodes de variétés algébriques ».
- 2010 Louis Nirenberg[5] « pour son rôle dans la formulation de la théorie moderne des équations aux dérivées partielles elliptiques non linéaires, et pour sa direction de nombreux étudiants et post-docs dans ce domaine ».